# 鍋沢ワカルパ
鍋沢 ワカルパ（なべさわ ワカルパ、1863年2月27日（文久3年1月10日） - 1913年（大正2年）12月15日）は、アイヌ文化伝承者である。

## 経歴・人物
日高地方の平取紫雲古津にユーカラ伝承者の家系として生まれる。ワカルパの弟は同地の首長を務めていたウトムリウクであった。1913年（大正2年）に上京し、当時アイヌ語を研究していた金田一京助の自宅に半年間滞在し、金田一家とともにアイヌ語を日本語に翻訳して記録した。その記録されたユーカラやアイヌ語が『虎杖丸の曲』・『蘆丸の曲』として刊行された。
その後は白内障を患い失明するも、ワカルパは絶望せずユーカラ伝承や釧路、国後に伝わる昔話の研究や執筆に携わり金田一から「アイヌのホメーロス」と呼ばれた。晩年は当時流行していたチフスの収束祈願に貢献したが、自身も感染して急逝した。

## 著書
- 『虎杖丸の曲（クツネシリカ）』
- 『蘆丸の曲（シュプネシリカ）』